# Fillmore East: The Lost Concert Tapes 12/13/68
Albums de Mike Bloomfield and Al Kooper
The Live Adventures of Mike Bloomfield and Al Kooper
(1969)
Fillmore East: The Lost Concert Tapes 12/13/68 paru en 2003, est un album live de Mike Bloomfield et Al Kooper, enregistré le 13 décembre 1968 au Fillmore East à New York.

## L'album
Deux mois et demi après les concerts du Fillmore West de San Francisco qui virent l'enregistrement public de The Live Adventures of Mike Bloomfield and Al Kooper, les deux hommes jouent deux concerts au Fillmore East de New York les 12 et 13 décembre 1968 avec une toute nouvelle équipe et quelques nouveaux morceaux.

Mike Bloomfield invite à cette occasion un jeune guitariste albinos alors inconnu, Johnny Winter, dont la prestation sera si convaincante qu'il signera quatre jours plus tard un contrat avec Columbia Records.

À l'exception de (Please) Tell Me Partner, écrit par Mike Bloomfield, tous les titres sont des reprises.

## Les musiciens
- Mike Bloomfield : chant, guitare
- Al Kooper : chant, piano, orgue
- Paul Harris : piano
- Jerry Jemmott : basse
- John Cresci : batterie

## Invité spécial
- Johnny Winter : guitare, chant sur It's My Own Fault

## Les titres
| No  | Titre                                           | Durée |
| --- | ----------------------------------------------- | ----- |
| 1.  | Introductions                                   | 1:27  |
| 2.  | One Way Out                                     | 4:21  |
| 3.  | Mike Bloomfield's Introduction of Johnny Winter | 0:58  |
| 4.  | It's My Own Fault                               | 10:56 |
| 5.  | 59th Street Bridge Song (Feelin' Groovy)        | 6:15  |
| 6.  | (Please) Tell Me Partner                        | 10:11 |
| 7.  | That's All Right                                | 3:39  |
| 8.  | Together 'Til the End of Time                   | 4:29  |
| 9.  | Don't Throw Your Love On Me So Strong           | 8:41  |
| 10. | Season of the Witch                             | 9:00  |

## Informations sur le contenu de l'album
- Johnny Winter joue la guitare et chante sur It's My Own Fault
- One Way Out est une reprise de Sonny Boy Williamson II (1963)
- It's My Own Fault est une reprise de B.B. King (1952) dont le titre original est My Own Fault, Darling.
- The 59th Street Bridge Song (Feelin' Groovy) est une reprise de Simon & Garfunkel (1966)
- Together 'Til the End of Time est une reprise de Brenda Holloway (1965)
- That's All Right est une reprise d'Arthur Crudup (1946) popularisée en 1954 par Elvis Presley
- Don't Throw Your Love On Me So Strong est une reprise d'Albert King (1961)
- Season of the Witch est une reprise de Donovan (1966)